# Jacob Gerzon
Jacob Gerzon (Keulen, 27 december 1878 - Sobibór, 23 juli 1943) was een Nederlands filosoof en leraar Duits van Duits-Joodse komaf.

## Biografie en levensloop
Gerzon studeerde filosofie en promoveerde in 1902 in Heidelberg op het proefschrift Die jüdisch-deutsche Sprache. Eine grammatisch-lexikalische Untersuchung ihres deutschen Grundbestandes. In 1903 kwam hij naar Nederland. Gerzon was o.a. leraar Duits aan het Nederlandsch Lyceum in Den Haag (1912-1920) en aansluitend aan het Kennemer Lyceum in Overveen.
Hij was de oorspronkelijke auteur van het bekende schoolboek Schwere Wörter , dat voor het eerst verscheen in 1919. Latere edities werden bewerkt door dr. C. Brouwer en dr. G. Ras. In 1943 verscheen een uitgave waarin als auteurs alleen Brouwer en Ras werden vermeld. De laatste druk van Schwere Wörter verscheen in 1975.
Van 1906 tot 1912 was hij leraar Duits aan de Hogere Burgerschool in Wageningen. Tijdens die periode gaf hij de aanstoot tot de oprichting van de Vereniging van Leraren in Levende Talen,  Daar was hij ook bestuurslid van de Vereeniging voor Scouts-werk.
Jacob Gerzon werd in 1943 geïnterneerd in het doorgangskamp Westerbork. Van daaruit werd hij in hetzelfde jaar nog gedeporteerd naar het vernietigingskamp Sobibór en daar vermoord. Zijn vrouw en kinderen overleefden de shoah.